# Lincoln Heights (Los Angeles)
Lincoln Heights est un quartier de la ville de Los Angeles en Californie.

## Histoire
Lincoln Heights est considérée comme une des plus anciennes banlieues de Los Angeles, datant des années 1830.

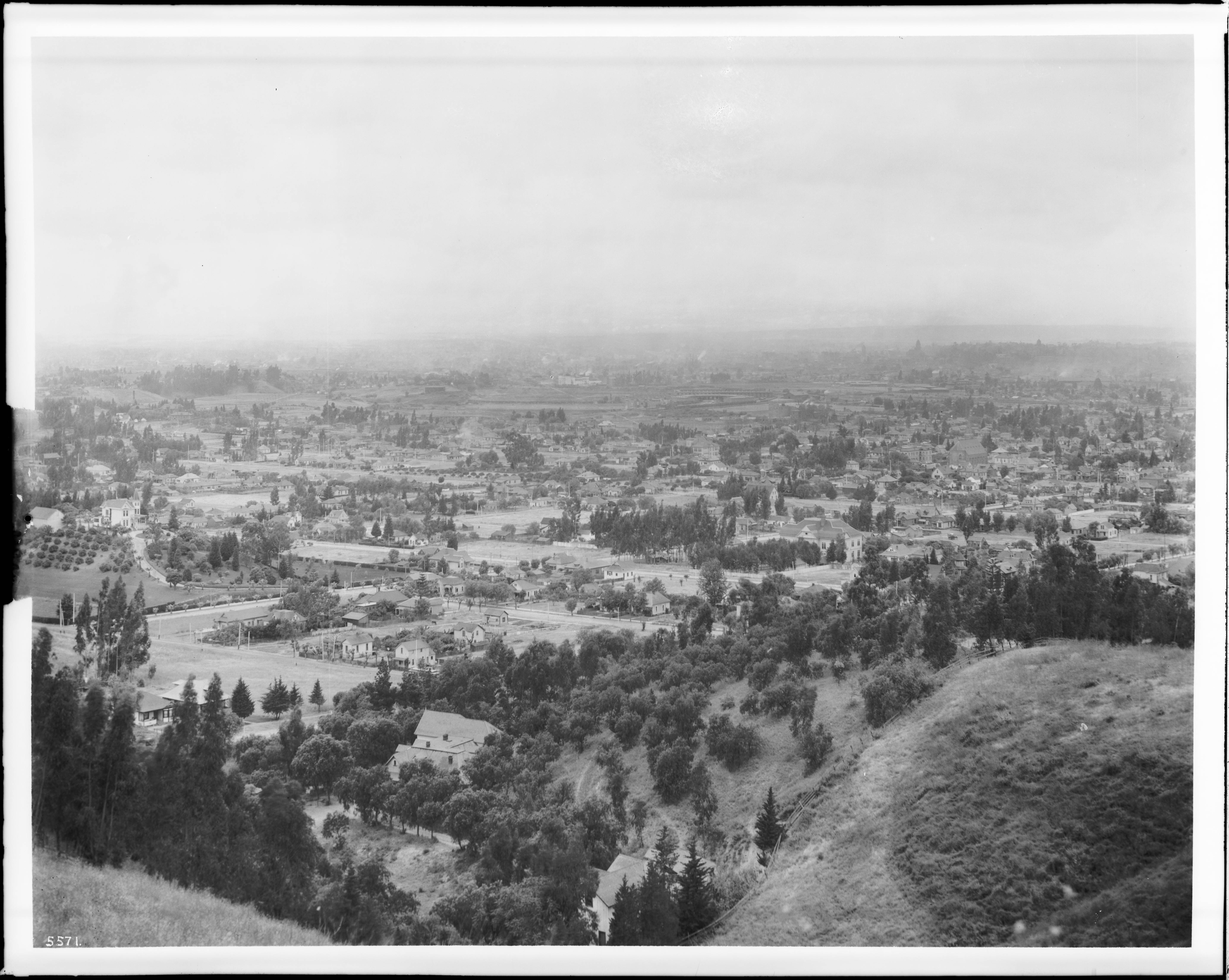
Vue panoramique de Lincoln Heights vers 1910

## Lieux notables
- L'ancienne prison du Lincoln Heights (en)